# Саратовцева Ірина Геннадіївна
Ірина Геннадіївна Саратовцева (нар. 23 липня 1989, Алмати, Казахська РСР) — казахська футболістка, воротар. Виступала за збірну Казахстану.

## Життєпис
Футбольну кар'єру розпочала 2002 року в «Акку» (Астана), а в 2006 році перейшла до — «Алма-КТЖ», з якою чотири рази ставала чемпіонкою Казахстану. У 2008 році разом з командою дебютувала в жіночій Лізі чемпіонів. У футболці молодіжної збірної Казахстану дебютувала 2006 року.
У пермській «Зірці» виступала як резервний воротар для заміни Надії Баранової.
У 2010 році переїхала до Іспанії, де протягом півроку виступала за «Спортінг» (Уельва) в Суперлізі. Під час зимової перерви залишила команду. У 2011 році її новим клубом стала воронезька «Енергія». Восени 2012 року грала за клуб першої ліги Росії «Альфа» (Калінінград).
На початку 2013 року Ірина повернулася в «Зірку-2005». Після травм основного воротаря Катерини Самсон і запасного воротаря Олени Кочнєвої, Ірина відіграла в сезоні 2013 року без замін, ставши володаркою Кубку Росії та срібним призером першості. Всього в російському чемпіонаті стала триразовою чемпіонкою, двічі володаркою срібних медалей і бронзовим призером. Триразова володарка Кубку Росії.
У 2016 році Ірина виступала за «Астану», зайнявши в чемпіонаті друге місце.
З 2017 року працює в спортивній школі Олімпійського резерву № 8 головним тренером.